# Clara-Zetkin-Straße 1 (Domnitz)

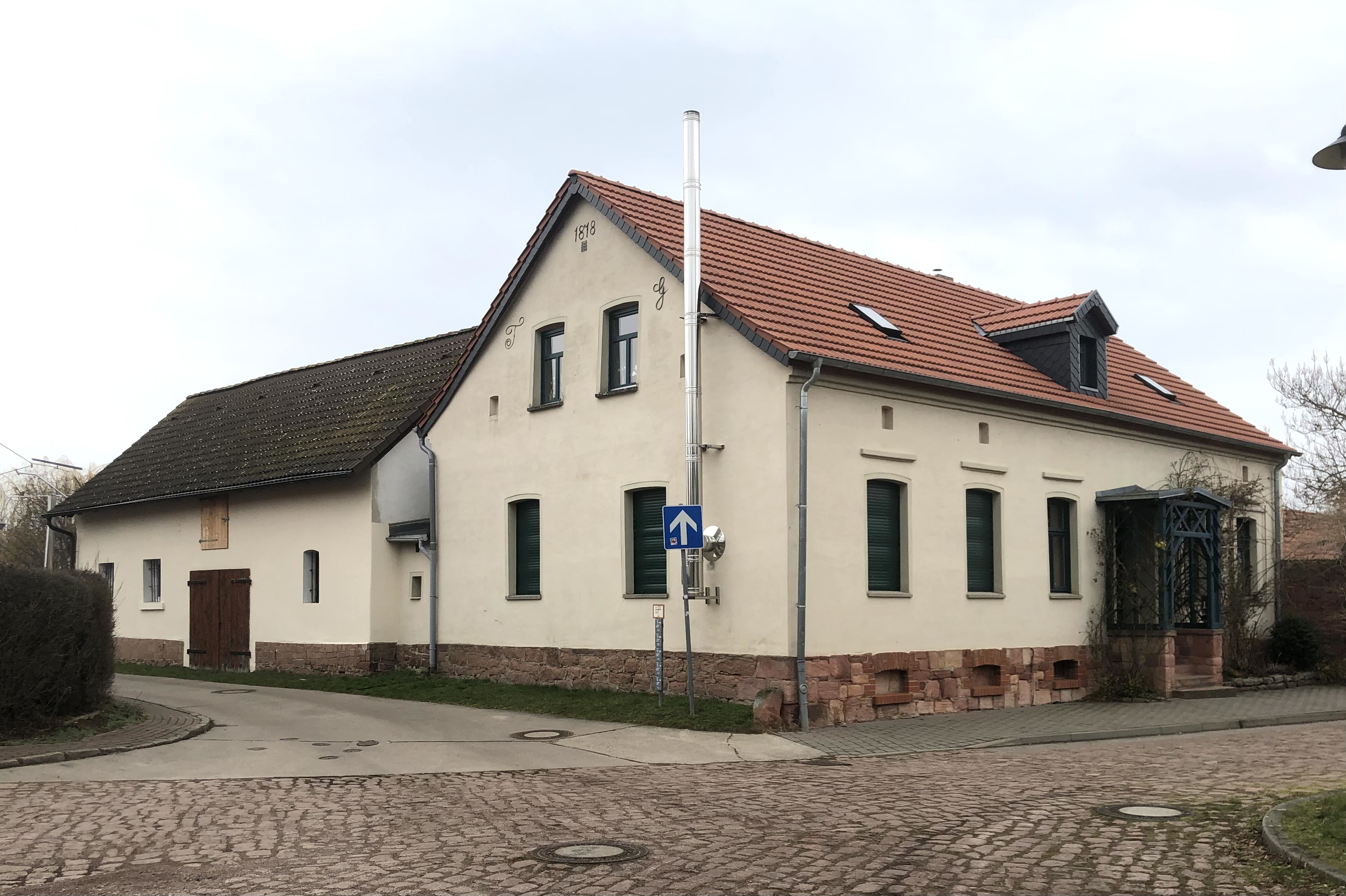
Clara-Zetkin-Straße 1 im Jahr 2023

Clara-Zetkin-Straße 1 ist ein denkmalgeschützter Bauernhof im Ortsteil Domnitz in der Stadt Wettin-Löbejün in Sachsen-Anhalt.
Der Bauernhof befindet sich in einer markanten Ecklage im östlichen Teil des Dorfes. Unmittelbar westlich des Hofs verläuft die Clara-Zetkin-Straße, die südlich auf die Kreuzung von Dalenaer Straße und Alter Löbejüner Straße einmündet.
Die eher kleine Hofanlage entstand im Jahr 1878. Sie wird als ungestört erhalten beschrieben (Stand 1997). Nach Süden hin ist das Wohnhaus des Hofs traufständig ausgerichtet. Bemerkenswert ist die zweiflügelige Hauseingangstür sowie ein dem Eingang vorgelagerter hölzerner Vorbau.
Im Denkmalverzeichnis des Landes Sachsen-Anhalt ist der Bauernhof unter der Erfassungsnummer 094 55096 als Baudenkmal verzeichnet.